# Isthmohyla
Isthmohyla é um gênero de anfíbios da família Hylidae.
As seguintes espécies são reconhecidas:
- Isthmohyla angustilineata (Taylor, 1952)
- Isthmohyla calypsa (Lips, 1996)
- Isthmohyla debilis (Taylor, 1952)
- Isthmohyla graceae (Myers & Duellman, 1982)
- Isthmohyla infucata (Duellman, 1968)
- Isthmohyla insolita (McCranie, Wilson & Williams, 1993)
- Isthmohyla lancasteri (Barbour, 1928)
- Isthmohyla melacaena (McCranie & Castañeda, 2006)
- Isthmohyla picadoi (Dunn, 1937)
- Isthmohyla pictipes (Cope, 1875)
- Isthmohyla pseudopuma (Günther, 1901)
- Isthmohyla rivularis (Taylor, 1952)
- Isthmohyla tica (Starrett, 1966)
- Isthmohyla xanthosticta (Duellman, 1968)
- Isthmohyla zeteki (Gaige, 1929)